# Choregos
Der Choregos (altgriechisch χορηγός) war in altgriechischen literarischen Texten laut der wörtlichen Übersetzung der ‚Chorführer‘. Die wichtigere Bedeutung war jedoch der Choregos genannte „Kultursponsor“ in Athen.
Ein Choregos stellte einen aus Bürgern bestehenden Theaterchor zusammen und musste in den Monaten der Probe für dessen Unterhalt aufkommen. Er sorgte für den reibungslosen Ablauf der Proben, die entweder der Dichter oder ein von ihm bezahlter Chorodidaskalos leitete. Der wohl bedeutendste Posten war die Ausstattung des Chores mit Kostümen. Hinzukommen konnten noch Nebenleistungen (Parachoregema genannt) wie Statisten, ein Nebenchor, weitere Ausstattungen und die abschließende Bewirtung nach der Aufführung.
Als Lohn für den Aufwand stand der Choregos während der Aufführung im Mittelpunkt. Er bekam den Dreifuß für den siegreichen Dithyrambos und wurde in den amtlichen Sieginschriften (Didaskalien) noch vor dem Dichter genannt. Das Amt des Choregos wurde Choregie genannt.
Im römischen Theater wurde das Amt Choragus genannt, allerdings umfassten seine Aufgaben nur einen kleinen Teil des griechischen Amtes, da der Choragus nur für die Kostüme zuständig war.